# Grünscheid (Engelskirchen)
Grünscheid ist ein Ortsteil der Gemeinde Engelskirchen im Oberbergischen Kreis in Nordrhein-Westfalen in Deutschland.

## Lage und Beschreibung
Der Ort liegt rund anderthalb Kilometer westlich von Engelskirchen an der Agger sowie der Bundesstraße 55. Eingegliedert wurden die früher selbständigen Orte Ohl und Broich.

## Geschichte
1413 wurde der Ort das erste Mal urkundlich erwähnt und zwar in der "Kämmereirechnung für den Fronhof Lindlar."
Schreibweise der Erstnennung: Groenscheit

## Besonderheiten
In Grünscheid befindet sich die Aggertal-Klinik, eine Reha-Klinik.
In Grünscheid befindet sich das St. Josef-Krankenhaus Engelskirchen.
In Grünscheid befindet sich außerdem ein Stausee, der das Elektrizitätswerk Grünscheid speist.